# Tren push-pull

En un tren reversible, las locomotoras de ambos extremos son usadas al mismo tiempo y controladas por el mismo conductor.

Usando una sola locomotora, en el otro extremo se ubica un coche con cabina de mando o coche-piloto que controla el tren cuando la máquina lo empuja.

Push-pull o push and pull (del inglés, «empujar y tirar») es un modo de operar trenes tirados por locomotoras que permite ser conducido de cualquiera de sus extremos. Un tren push-pull o reversible tiene una locomotora en un extremo del tren, conectada mediante mando múltiple a un vehículo equipado con cabina de control o coche-piloto en el otro extremo. Alternativamente, el tren puede tener una locomotora en cada extremo.